# Ligne de Tinnoset

La ligne de Tinnoset (en norvégien : Tinnosbanen) est une ligne de chemin de fer reliant Hjuksebø à Notodden.

## Histoire
La ligne lors de son ouverture le 9 août 1909 allait de Tinnoset à Hjuksebø et parcourait un peu plus de 38 km.
Le 1er janvier 1991 la ligne est fermée au trafic passager, le 5 juillet de la même année, le trafic marchandise est fermé à son tour. N'est conservé que la section reliant Hjuksebø à Notodden, soit 9,48 km. Cette partie est desservie par la ligne locale 52 (Notodden-Porsgrunn).

## Tableau récapitulatif du tronçon Notodden - Hjuksebø
| Gare       | Dates d'ouverture/fermeture | Km (depuis Oslo) | Commune  | Divers                                                                                |
| ---------- | --------------------------- | ---------------- | -------- | ------------------------------------------------------------------------------------- |
| Notodden   | 1939                        | 145.72           | Notodden |                                                                                       |
| Tinnegrend | 1918 / 2004                 | 141.75           | Notodden | Le bâtiment a été détruit par un incendie en 2012. Ici, une photo de la gare en 1997. |
| Tveitan    | 1939 / 2004                 | 139.15           | Notodden | halte ferroviaire                                                                     |
| Trykkerud  | 1939                        | 138.53           | Sauherad | halte ferroviaire                                                                     |
| Hjuksebø   | 1917 / 2004                 | 136.24           | Sauherad | gare commune avec la Sørlandsbanen et la Bratsbergbanen                               |

En italique les gares fermées au trafic passager.